# Melissoptila ecuatoriana
Melissoptila ecuatoriana är en biart som beskrevs av Urban 1998. Melissoptila ecuatoriana ingår i släktet Melissoptila och familjen långtungebin. Inga underarter finns listade i Catalogue of Life.